# ارته
رتا (به سانسکریت: ऋतं ṛtaṃ) یا اَرته یا رته یا قانون اَرته به معنی نظم کیهانی است. اشه شکل اوستایی اَرته است. اصولاً عقیده بر آنست که نمی‌توان برای اَرته واژه‌ای امروزی بکار گرفت. ارته را درستی، عدل، نظم، حقانیت، فضیلت و کمال نیز ترجمه کرده‌اند.

## مفهوم ارته
آریاییان ایران و هند به یک آیین کیهانی یا نظام مقدس و قانون ازلی و ابدی تغییرناپذیری اعتقاد داشتند که مفهوم آن با واژهٔ اَرته بیان می‌شده است. این قانون و آیین ابتدا به اعتقاد آریاییان نگهبان و حافظ نظم و سامان ستارگان و ماه و خورشید و راهنمای گردش و تعادل آنها در آسمان بود. در زمان‌های متأخرتر به تدریج از آسمان بر زمین فرود آمد و به نوعی آیین و راه و روش زندگی و نظام اجتماعی و اخلاقی و ذهنی درآمد و بدین سان مفهوم بسیار گسترده‌ای یافت. هر کاری که موافق و مطابق با اَرته انجام می‌گرفت، راست برحق و منطبق بر موازین و عدالت بود و معنا و مفهوم عدالت و تعادل و حق و دادگری نیز از آن اراده می‌شده است. به موجب نظام و قانون ارته می‌بایست هر چه در جهان است، منظم، بسامان، بی‌عیب و نقص، زمین و کشورها آباد، آدمیان راستگو، دادگر، وفادار به پیمان، خرسند و شادمان و پرفرزند باشند. از این رو عقیده بر آن بود که هر کس که خود را در مسیر و موافق این قانون اعظم قرار بدهد و مطابق با آن عمل کند، در حمایت آن قرار می‌گیرد و خدایان آنچه می‌خواهد به او ارزانی می‌دارند و اگر این قانون شناخته‌نشود یا بدان عمل نشود، نظم زندگی و کشور و جهان برهم خواهد خورد و نه تنها در این جهان کیفر در پی دارد بلکه پس از مرگ نیز باعث محروم ماندن از رستگاری خواهدشد. به اعتقاد برخی از محققان مفهوم ارته نزدیک و قرینهٔ واژهٔ دیکه به معنای عدالت در یونان است.

### سنگ‌نبشته‌های هخامنشیان
از آنجائیکه شکل اوستایی اَرته، اشه است که در متون زرتشتی زیاد بکار رفته است، از اینرو برخی عقیده دارند که ارته در این سنگ‌نبشته‌ها، اشاره به مفاهیم دین زرتشتی دارد. مفهوم اَرته در کتیبه‌های بجا مانده از هخامنشیان با مفهوم ارت در مزدیسنا تفاوت دارد. در این کتیبه‌ها ارته نام ایزد یا فرشته‌ای نیست بلکه نام آیین یا دستور یا قانون مقدسی است که مورد احترام و اطاعت آنها بوده است. خشایارشا در سنگ‌نبشته دیوان که یکی از مهم‌ترین اسنادی است که تا بحال از تخت جمشید بدست آمده است، می‌گوید 

 هنگامی که من شاه شدم، در میان این کشورهائی که در بالا نام برده شد، نافرمانانی بود، پس اهورمزدا مرا یاری کرد، بخواست او من آن کشورها را درهم نوردیدم، و بجای خود نشاندم. در بین این کشورها پیش از من جاهائی بود که دیوان را می‌پرستیدند. پس به فرمان اهورمزدا، من آن پرستش خانه دیوان را برافکندم، و فرمان دادم پرستش دیوان نکنند. هر جا پیش از من دیوان را پرستش می‌کردند، در آنجا من، اهورمزدا و اَرتَ را با فروتنی ستایش نمودم و آنچه نادرست بود، درست کردم. این کارها که از من سر زد همه به خواست اهورمزدا بود. اهورمزدا مرا یاری کرد تا این کارها را انجام دهم.
از آنجائیکه ترجمه‌کنندگان سنگ نبشتهٔ خشایارشا اَرت را به همان صورت اَرته به زبان ایلامی و بابلی ترجمه کرده‌اند، چنین می‌نماید که ارته یک اندیشه و جهان‌بینی آریایی و ایرانی باشد و در زبان مردمان باستانی دیگر، واژهٔ مناسبی که این معنا را برساند، وجود نداشته است. همان‌طور در بند هفتم همان سنگ‌نبشته آمده است که «تو که در آینده خواهی بود اگر فکر کنی که در زندگی خرسند شوم و در هنگام مرگ خجسته (رستگار) باشم آن آئینی که اهورامزدا فرموده احترام بگذار و ارته را با فروتنی اطاعت بکن. مردی که آن قانونی که اهورامزدا برپا فرموده احترام گذارد و اهورامزدا و ارته را با فروتنی پیروی کند، هم در زندگی خرسند شود و هم در هنگام مرگ رستگار می‌گردد.» از این عبارت‌ها که خشایارشا آورده کاملاً آشکار است که منظور او از ارته یا قانون ارته همان راه راست و فرمان اهورامزداست. راه و روشی که در برابر و بر ضد ارته قرار دارد درئوگه یا دروغ است که در دورهٔ هخامنشی با معنایی که امروزه ما به این واژه می‌دهیم و تنها سخن نادرست را اراده می‌کنیم فرق دارد بدین گونه که دروغ در نزد مردم روزگار هخامنشیان معنا و مفهومی بسیار وسیعی داشته و آن شامل هرگونه کار، سخن و اندیشهٔ پلیدی بوده که بر ضد اصول ارته باشد و نظم راستین جهان و اجتماع را برهم زند.

### اعتقاد به ارته در بین قبایل هندوایرانی
از عقاید بنیادی که نزد هر دو قوم هند و ایرانی دیده می‌شود، می‌توان مفهوم اَرته را ذکر کرد که عبارت از اعتقاد به وجود نظم طبیعی و قاعدهٔ کلی در کارهای جهان است و ظاهراً سرچشمهٔ واقعی اخلاق هم در نزد این دو قوم همین تصور نظم و انضباط کیهانی است. اینکه تعداد زیادی از نام‌های ایرانی و میتانی و جز آنها با لفظ رته و ارته ترکیب یافته است، نشان قدمت و اشتراک این مفهوم در نزد آریاهاست. ارته نه تنها در میان دو قوم هند و ایرانی بلکه در میان اقوام میتانی نیز یافته می‌شود و این خود قدمت آن را اثبات می‌کند.